# Parigi-Roubaix 1963
La Parigi-Roubaix 1963, sessantunesima edizione della corsa, fu disputata il 7 aprile 1963, per un percorso totale di 266 km. Fu vinta dal belga Emile Daems, giunto al traguardo con il tempo di 7h03'33" alla media di 37,681 km/h davanti a Rik Van Looy e Jan Janssen.
Presero il via da Parigi 154 ciclisti, 78 di essi tagliarono il traguardo a Roubaix.

## Ordine d'arrivo (Top 10)
| Pos. | Corridore          | Squadra          | Tempo    |
| ---- | ------------------ | ---------------- | -------- |
| 1    | Emile Daems        | Peugeot-BP       | 7h03'33" |
| 2    | Rik Van Looy       | G.B.C.           | s.t.     |
| 3    | Jan Janssen        | Pelforth-Sauvage | s.t.     |
| 4    | Marcel Janssens    | Solo-Terrot      | s.t.     |
| 5    | Armand Desmet      | Faema-Flandria   | s.t.     |
| 6    | Raymond Poulidor   | Mercier-BP       | s.t.     |
| 7    | Peter Post         | Dr. Mann         | s.t.     |
| 8    | Tom Simpson        | Peugeot-BP       | s.t.     |
| 9    | Arthur De Cabooter | Solo-Terrot      | s.t.     |
| 10   | Jozef Planckaert   | Faema-Flandria   | s.t.     |